# علي أحمدا
علي أحمدا (19 أغسطس 1991 في فرنسا - ) (بالفرنسية: Ali Ahamada)‏ هو لاعب كرة قدم جزر القمر وفرنسي في مركز حراسة المرمى. شارك مع منتخب فرنسا تحت 21 سنة لكرة القدم ومنتخب جزر القمر لكرة القدم. أما مع النوادي، فقد لعب مع كايسري سبور ونادي تولوز.

## وصلات خارجية
- علي أحمدا على موقع اتحاد تركيا (لاعب) (الإنجليزية)
- علي أحمدا على موقع رابطة كرة القدم الفرنسية للمحترفين (الإنجليزية)
- علي أحمدا على موقع قاعدة بيانات كرة القدم.إي يو (الإنجليزية)
- علي أحمدا على موقع ليكيب (الفرنسية)
- علي أحمدا على موقع ناشيونال فوتبول تيمز (الإنجليزية)
- علي أحمدا على موقع Soccerway.com (الإنجليزية)
- علي أحمدا على موقع عالم كرة القدم.نت (الإنجليزية)
- علي أحمدا على موقع AS.com (الإسبانية)